# Jákup Pauli Gregoriussen
Jákup Pauli Gregoriussen (* 24. April 1932 in Tórshavn/Färöer; † 2021) war ein führender Architekt auf den Färöern. Gleichzeitig war er Grafiker und Autor über die färöischen Kirchenbauten.

## Leben

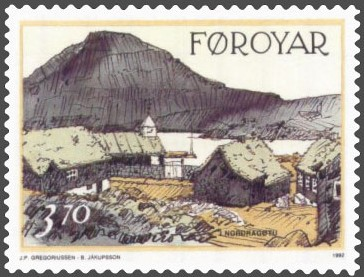
Eine von Gregoriussens färöischen Briefmarken (1992): Die alte Holzkirche in Gøta stammt von 1833 und wurde bei ihrem 100. Jahrestag als die älteste ihrer Art im Lande angesehen. Die Bewohner von Hvalvík wussten es aber besser, denn dort wurde schon 1829 ein solcher Bau errichtet. In seinem Buch Gomlu trækirkjurnar (1995) werden diese und andere Geschichten erzählt

Jákup Pauli wurde 1932 als Sohn der Modeschöpferin Liffa Gregoriussen (geb. Arge) und des aus Kvívík stammenden Seefahrers Magnus Gregoriussen geboren. Ausgebildet wurde er an der Architektenschule der Königlich Dänischen Kunstakademie Kopenhagen.
Zu seinen bekanntesten Bauten zählt die Kunstgalerie Listaskáli (1970) und ihre Erweiterung zum Nationalen Kunstmuseum 1993. Als Grafiker hat er nicht nur eine Reihe Briefmarken für das Postverk Føroya gestaltet, sondern auch Bücher illustriert. Seine Hauptmotive sind Stadt- und Dorfansichten, nicht nur von den Färöern, sondern auch von seinen Reisen, u. a. Russland, Polen, Rom und Ägypten.
Für sein vierbändiges Werk über die Kirchen der Färöer (1995–1999) erhielt er 1998 den Färöischen Literaturpreis (M.A. Jacobsens Heiðursløn). Es ist sein bibliophiles Meisterwerk, luxuriös illustriert und gleichzeitig ein Buch über die Kirchengeschichte der Färöer und die Geschichte der Färöer aus lokaler Sicht. Gregoriussen war auch maßgeblicher Berater bei der Restaurierung färöischer Kirchen.

## Bauten
(Auswahl)
- 1979: Landesbibliothek der Färöer
- Rundfunkgebäude von Útvarp Føroya
- Apotheke von Klaksvík
- Neue Sparkasse in Tórshavn

## Briefmarken
Repräsentativ für Gregoriussens grafisches Werk sind die Briefmarken, die er für das Postverk Føroya gezeichnet hat.
- Alte Bauernhöfe, 9. Februar 1987, graviert von Czesław Słania (Serie à 4 Marken)
- Alte Häuser in Norðragøta, 5. Oktober 1992 (Serie à 4 Marken)
- Suðuroy, 26. Januar 2004 (10er Block)
- Weihnachtsmarken, 20. September 2004, sie zeigen die größten Kirchen der Insel Suðuroy in Vágur und Tvøroyri

## Bücher
Bei den Büchern, zu denen Gregoriussen nur die Illustrationen beigesteuert hat, ist der Autor des Texts vermerkt.
- Ferðatekningar. Tórshavn: Egið forlag, 1986 (50 S., Reisezeichnungen, Selbstverlag)
- Tórshavn, vár miðstøð og borg. Gøta: Aldan, 1989 (110 S., Zeichnungen aus Tórshavn)
- Jógvan Arge: Havnarmenn í Gundadali: Havnar Bóltfelag 1904-1954. Tórshavn: Havnar Bóltfelag, 1994. (256 S., Festschrift "90 Jahre HB Tórshavn")
- Kirkjurnar í Føroyum. auf Färöisch in vier Bänden. Der Autor hat die Bücher reich illustriert (preisgekröntes Standardwerk)
  - Gomlu trækirkjurnar. Velbastað: Forlagið í Støplum, 1995 ISBN 99918-914-0-4 (227 S. über die alten Holzkirchen) Info
  - Eldru hválvkirkjurnar. Velbastað: Forlagið í Støplum, 1997  ISBN 99918-914-1-2 (308 S. über die älteren Gewölbekirchen; englische Zusammenfassung The Old Vaulted Churches, S. 306–308) Info
  - Yngru hválvkirkjurnar. Velbastað: Forlagið í Støplum, 1998.  ISBN 99918-914-2-0 (316 S. über die jüngeren Gewölbekirchen; englische Zusammenfassung The New Vaulted Churches, S. 314–316) Info
  - Nýggjaru kirkjurnar. Velbastað: Forlagið í Støplum, 1999 ISBN 99918-914-3-9 (326 S. über die neueren Kirchen; englische Zusammenfassung Modern Churches in Faroe, S. 324–326) Info
- Tórshavn vár miðstøð og borg II: tekningar úr Havn. Velbastað: Forlagið í Støplum, 2000. ISBN 99918-914-4-7 (104 S., Zeichnungen aus Tórshavn, darunter 85 Farbzeichnungen, 2. Band. Zusammenfassungen auf Dänisch und Englisch)
- Um heimsins borgir. Velbastað: Forlagið í Støplum, 2002. ISBN 99918-914-5-5  (112 S., "Über die Prachtbauten der Welt")